# San Javier (paroisse civile)
Pour les articles homonymes, voir San Javier.
San Javier est l'une des trois divisions territoriales et statistiques dont l'une des deux paroisses civiles de la municipalité de San Felipe dans l'État d'Yaracuy au Venezuela. Sa capitale est Marín, pourtant située dans la paroisse civile voisine d'Albarico.

## Géographie

### Démographie
Hormis sa capitale Marín située hors des limites du territoire, la paroisse civile possède plusieurs localités :
- El Aguacatal
- El Guarapo
- La Maroquina (partagé avec la division voisine de Capitale San Felipe)
- Marín (dans la paroisse civile voisine d'Albarico)
- San Javier
- San José